# پلنیج
پلنیج (به هلندی: Plantage) یک منطقهٔ مسکونی در هلند است که در آمستردام واقع شده‌است. پلنیج ۰٫۳۸ کیلومتر مربع مساحت و ۱٬۹۸۰ نفر جمعیت دارد.